# R101 (Schouwen)
De Recreatieve weg 101 (r101) is een weg in de provincie Zeeland. De weg begint bij de N652 in Scharendijke en sluit in Renesse weer aan op de N652. De weg is 5,8 km lang.
Nieuwvliet: R101 · R102 · R103 · R104 · R105

Ommen: R101 · R102 · R103 · R104 · R105

Schouwen: R101 · R102 · R103 · R104 · R105 · R106 · R107 · R108 · R109 · R110 · R111 · R112

Spaarnwoude: R101 · R102 · R103 · R104 · R105 · R106

Voorthuizen: R101

IJmuiden: R101 · R102 · R103